# Damasia
Damasia (VII secolo a.C. – VI secolo a.C.) è stato arconte ateniese tra il 582 e il 580 a.C..
Non avendo abbandonato la carica al termine del suo mandato, fu deposto con la forza e, come scrive Aristotele nella Costituzione degli ateniesi, si ebbe una riforma dell'arcontato, che da quel momento fu formato da 10 membri.